# Ташкентский процесс
Ташкентский процесс — суд над десятью крымскотатарскими активистами движения за гражданские права, прошедший в Ташкенте с 1 июля по 5 августа 1969 года в Верховном суде Узбекистана.
Десятерых подсудимых судили по статьям 190-1 Уголовного кодекса  РСФСР и аналогичным статьям других советских республик за действия, которые прокурор охарактеризовал как «активное участие в решении так называемого крымскотатарского вопроса». Дело расследовал и подготовил Борис Березовский, имевший репутацию специалиста по делам крымских татар. В обвинении говорилось, что дело было создано из-за «клеветнического» документа «Траурная информация № 69», а обвиняемые — наиболее активные члены нелегальных инициативных групп.
В соответствии со стандартной практикой того времени в обвинительных заключениях и документах обвинения упомянутые в них крымские татары последовательно именовались «лицами татарской национальности», признание крымских татар отдельной этнической группой избегалось, а дело обвиняемых постоянно именовалось «так называемым крымскотатарским вопросом». В ходе допросов подсудимые неизменно утверждали, что относятся к крымскотатарской национальности.
Обеих подсудимых женщин освободили из-под стражи после вынесения приговора, самому младшему, Ризе Умерову, был вынесен условный приговор (официально — так как его жена состояла в партизанском движении, и ранее у него не было судимостей), что, по оценке Руслана Эминова (приговорённого к полугоду исправительных работ), в конечном счёте говорило о проявлении судом либерализма. Решата Байрамова и Роллана Кадыева приговорили к трём годам ИТК общего режима, Айдера Бариева и Иззета Хаирова — к полутора годам, Ридвана Гафарова и Исмаила Языджиева — к одному году.
5 августа, в день вынесения приговора, группа из 500—700 крымских татар устроила шествие от суда к зданию прокуратуры и к ЦК КП Узбекистана, где планировалось устроить сидячую демонстрацию; шествующие были разогнаны милицией.

## Состав суда
В состав суда вошли судья Кудус Сайфутдинов, народные заседатели Самойлова и Исфандиаров, прокурор Энкалов, адвокаты Заславский, Сафонов.
Изначально активисты просили выступить общественным защитником Петра Григоренко, но по прибытии в Ташкент он был арестован, на него завели отдельное дело.

## Подсудимые
- Светлана Аметова
- Решат Байрамов
- Айдер Бариев
- Руслан Эминов
- Ридван Гафаров
- Иззет Хаиров
- Мунире Халилова
- Роллан Кадыев
- Риза Умеров
- Исмаил Языджиев